# Heythrop
Heythrop is een civil parish in het bestuurlijke gebied West Oxfordshire, in het Engelse graafschap Oxfordshire met 93 inwoners.